# Исполнительный комитет
Исполни́тельный комите́т (сокращенно исполко́м) — коллегиальный орган, существовавший в конце Российской империи, а также во время Российской республики, РСФСР, Союза ССР и на самом начальном этапе становления Российской Федерации в XX веке:
- как орган самоуправления некоторых общественных организаций в Российской империи и Российской республике, а также в Союзе ССР (например, см. Викжедор (Викжель); исполком Красного креста);
- как местные органы власти Временного правительства в некоторых регионах в марте — октябре 1917 года;
- как органы государственной власти и местного самоуправления в РСФСР и Союзе ССР в 1917—1991 годах и начальном этапе становления Российской Федерации в 1992—1993 годах.

Наибольшую историческую значимость и известность получили в период советской власти, то есть после 1917 года.

## Основные этапы развития института

### ПослеФевральской революции1917 года
В результате свержения монархии в России новыми властями были упразднены должности губернатора, ликвидированы канцелярия губернатора, губернское правление. Исполнительная власть в административно-территориальных единицах заменена губернскими, уездными комиссарами и исполкомами Временного правительства (см., например, Нижегородский губернский исполком).

### ПослеОктябрьской революции1917 года
После Октябрьской революции 1917 года с образованием РСФСР произошел слом старых механизмов государственного управления и политическая власть в государстве стала принадлежать Всероссийскому съезду Советов.
Второй Всероссийский съезд Советов рабочих и солдатских депутатов, объявивший 25 октября (7 ноября) о переходе всей власти в руки Советов, избрал Всероссийский центральный исполнительный комитет (первый председатель Л. Б. Каменев, затем Я. М. Свердлов, с марта 1919 года М. И. Калинин), и образовал рабоче-крестьянское правительство — Совнарком РСФСР под председательством В. И. Ленина. Председателем исполкома Петросовета стал Л. Д. Троцкий
С 1917 по 1936 год высшими органами власти на местах являлись съезды Советов рабочих, солдатских и крестьянских депутатов, а в период между съездами — их исполкомы. Съезды Советов и Советы являлись представительными и распорядительными органами. Для текущей работы они создавали ответственные перед ними исполнительные комитеты. Советы избирали исполкомы из своего состава. Съезды Советов и Советы объявлялись на территории своего действия высшей властью. В период между работой съездов такой властью наделялись их исполкомы.
Ленинская теория государства и права отвергала доктрину разделения властей. Поэтому в период действия первых советских конституций с 1918 года по 1936 год высшими органами власти провозглашались съезды Советов, а в период между съездами — их исполкомы, в том числе ЦИК СССР, который, несмотря на то, что назывался исполнительным комитетом, обладал и законодательными функциями.
Только Конституция СССР 1936 года, Конституция РСФСР 1937 года и конституции других союзных республик отменили ранее существовавшие для ряда категорий граждан ограничения на право избирать и быть избранными, провозгласили всеобщее избирательное  право и провели чёткое разграничение компетенции Советов и их исполкомов, что сблизило советские государственные институты с иностранными формами правления. Если раньше исполнительные комитеты в период между съездами Советов являлись высшими органами государственной власти, то теперь они стали только исполнительно-распорядительными органами Советов. Они избирались советами депутатов трудящихся (народных депутатов), сроком на 2,5 года (до 1977 года на 2 года).

### В период 1963—1965 годов
В соответствии с решениями ноябрьского Пленума ЦК КПСС с 1963 года все партийные органы и советский аппарат государственного управления были разделен на промышленные и сельские. Так, например каждый обком КПСС и облисполком получил дополнительное наименование «промышленный» и «сельскохозяйственный».
Данная реформа крайне негативно сказалась на всём партийном и государственном управлении и после отставки её инициатора Н. С. Хрущёва была свёрнута. В 1965 году все партийные органы и советский аппарат вновь стали едиными органами.

### После августа 1991 года
После Августовского путча 1991 года указом Президента РСФСР Б. Н. Ельцина от 22 августа 1991 года № 75 «О некоторых вопросах деятельности органов исполнительной власти в Российской Федерации» во всех краях, областях, городах, автономных областях и округах РСФСР исполкомы Советов были заменены независимыми от Советов администрациями, а на смену председателям исполкомов пришли главы администраций:

4. С момента назначения на должность Главы администрации считаются прекращенными полномочия исполнительного комитета соответствующего Совета народных депутатов. Глава администрации является правопреемником соответствующего исполнительного комитета Совета народных депутатов.
Статус администраций был закреплён в Законе Российской Федерации «О краевом, областном Совете народных депутатов и краевой, областной администрации» от 5 марта 1992 года № 2449-1. Таким образом, в отличие от исполкомов, система Советов, как представительных органов власти на местах, просуществовала, хотя и в условиях нарастающего конституционного кризиса до 1993 года и была сломана в результате событий 1993 года.

## Общие сведения
Свое основное историческое значение термин исполком приобрёл в период 1917—1991 годов, когда являлся исполнительным и распорядительным органом краевых, областных, автономных областей, городских, районных, поселковых и сельских Совета депутатов трудящихся (народных депутатов).
Избирался на первой сессии вновь избранного Совета на срок его полномочий из числа депутатов, был ему полностью подотчётен, что гарантировало полновластие Советов, и действовал вплоть до избрания Советом нового созыва другого состава исполкома.
Как орган государственной власти, находился в двойном подчинении — как непосредственно Совету, его избравшему, так и вышестоящему исполнительному и распорядительному органу (например, см. Конституция СССР 1977 года, статья 150). Для исполкомов краевых, областных, городских (республиканского подчинения) Советов, а также для исполкомов районных Советов в союзных республиках, не имеющих областного деления, а также в автономных республиках вышестоящим органом являлся Совет министров (союзной, например, Совет министров РСФСР) или автономной республики), для исполкомов других местных Советов — исполком вышестоящего Совета.
В соответствии с компетенцией исполком на заседаниях принимал решения (см. Нормативный правовой акт) и распоряжения (как разновидность ненормативных правовых актов). Исполнительный комитет не реже одного раза в год отчитывался перед соответствующим Советом, а также на собраниях трудовых коллективов и по месту жительства граждан.

## Исполнительный комитет
В соответствии с административным делением СССР, административным делением РСФСР и соответствующим административным делением других союзных республик, входивших в состав СССР, избирались:
- исполнительный комитет краевого Совета народных депутатов (краевой исполнительный комитет, крайисполком)
- исполнительный комитет областного Совета народных депутатов (областной исполнительный комитет, облисполком)
- исполнительный комитет городского Совета народных депутатов (городской исполнительный комитет, горисполком)
- исполнительный комитет районного Совета народных депутатов (районный исполнительный комитет, райисполком)
- исполнительный комитет поселкового Совета народных депутатов (поселковый исполнительный комитет, посисполком) — в крупных посёлках;
- исполнительный комитет сельского Совета народных депутатов (сельский исполнительный комитет, сельисполком) — в крупных сёлах.

В период власти советов до изменений названий территориальных образований существовали губернские, уездные, волостные и иные исполнительные комитеты.
Исполкомы представляли собой коллегию, включающую:
- председателя (руководство повседневной деятельностью, подписание и опубликование принятых на заседаниях постановлений и распоряжений и др.)
- заместителя (заместитилей) председателя
- секретаря
- членов исполкома (обязательным членом избирался первый секретарь местного комитета КПСС, например областного или городского).

В исполкоме региона с населением более полутора миллионов человек мог быть образован президиум в составе председателя, зампредседателей и секретаря.
Аппарат исполкома включал в себя управления, комитеты (как правило в краевых, крупных областных исполкомах и исполкомах городов республиканского подчинения) или отделы, комиссии (в городских, районных, поселковых исполкомах). Структурные подразделения осуществляли руководство учреждениями, предприятиями, организациями по закреплёнными за ними сферами деятельности.

## Полномочия
- обеспечивает созыв сессий Совета в сроки, установленные законодательством союзных республик и обеспечивает их подготовку;
- координирует работу постоянных комиссий Совета;
- оказывает депутатам содействие в осуществлении их полномочий;
- разрабатывает и вносит в Совет текущие и перспективные планы экономического и социального развития, бюджета, планы и проекты планировки соответствующей территории;
- представляет Совету отчеты о выполнении планов и исполнении бюджета; организует выполнение решений Совета и вышестоящих государственных органов, наказов избирателей и информирует депутатов и население об их реализации;
- руководит отделами и управлениями исполкома, предприятиями, учреждениями и организациями соответствующего подчинения; назначает в период между сессиями Совета (с последующим представлением на его утверждение на очередной сессии) исполняющими обязанности и освобождает от исполнения обязанностей руководителей отделов и управлений исполкома;
- отменяет решения и распоряжения исполкомов нижестоящих Советов (только исполнительный комитет краевого, областного, окружного Совета) в случае несоответствия их закону, акты руководителей подчиненных Совету органов управления, предприятий, учреждений и организаций и (или) их руководителей; приостанавливает исполнение противоречащих законодательству актов руководителей предприятий, учреждений и организаций вышестоящего подчинения;
- организует, реорганизует или ликвидирует предприятия, учреждения и организации на соответствующей территории, назначает и освобождает от должности их руководителей.

Кроме того, исполком вправе решать все вопросы, отнесенные к ведению соответствующего Совета (за исключением тех, которые должны решаться только на сессиях Совета), а именно:
- проведить в жизнь политику КПСС, решений соответствующих Советов народных депутатов, их сформировавших, а также решений вышестоящих органов государственного управления;
- руководить культурно-просветительной работой, коммунистическим воспитанием масс, социалистическим соревнованием, организацией коммунистических субботников;
- руководить на своей территории государственным, хозяйственным и социально-культурным строительством;
- обеспечивать соблюдение законов СССР и союзной республики, других актов вышестоящих органов государственной власти и управления, охрану государственного и общественного порядка, социалистической собственности, прав и законных интересов граждан, предприятий, учреждений и организаций; принимает меры по совершенствованию правовой работы, в том числе на предприятиях, в учреждениях и организациях, организовывать оказание юридической помощи населению;
- содействовать подготовке и проведению выборов депутатов Верховного Совета СССР, Верховного Совета союзной республики (например, см. Верховный Совет РСФСР), депутатов местных Советов (например, см. Моссовета, а также судей краевых, областных, городских, районных народных судов;
- избирать краевой, областной суд, городской, районный народный суд, изменять его состав; заслушивать отчёт о работе соответствующего суда; осуществлять руководство местными органами внутренних дел, осуществлять организационное (не процессуальное) руководство государственным арбитражем и государственными нотариальными конторами; коллегиями адвокатов; содействует местным органам прокуратуры в их работе;
- обеспечивать своевременное и правильное рассмотрение и разрешение предложений, заявлений и жалоб граждан;
- принимать в случаях и в порядке, определяемых законодательством, решения, предусматривающие за их нарушение административную ответственность в установленных пределах;
- образовывать краевой, областной, городской комитет народного контроля и руководить его деятельностью;
- содействовать трудоустройству, пенсионному и социальному обеспечению;
- обеспечивать сохранность жилого фонда, правильность распределения жилой площади, руководить жилищно-коммунальным хозяйством и благоустройством;
- улучшать культурно-бытовые условия жизни, обеспечивать население продовольствием и товарами народного потребления, услугами предприятий государственной и колхозно-кооперативной торговли, общественного питания, транспорта, бытового обслуживания, и проводить другие мероприятия в области социального развития;
- обеспечивает оказание медицинской помощи и санитарно-эпидемического благополучия населения;
- обеспечивает осуществление всеобщего обязательного среднего и профессионального образования молодёжи, руководит делом дошкольного и внешкольного воспитания;
- руководит работой по исчислению и взиманию государственных и местных налогов, контролирует соблюдение цен и тарифов;
- осуществляет государственный контроль в области использования и охраны вод, лесов, недр, атмосферного воздуха и животного мира на территории, охрану окружающей среды.

## Краевые, областные, окружные исполнительные комитеты на август 1991 года

### РСФСР

#### Области
1. Амурский облисполком Шаблон
2. Архангельский облисполком Шаблон
3. Астраханский облисполком Шаблон
4. Белгородский облисполком Шаблон
5. Брянский облисполком Шаблон
6. Владимирский облисполком Шаблон
7. Волгоградский облисполком Шаблон
8. Вологодский облисполком Шаблон
9. Воронежский облисполком Шаблон
10. Горьковский облисполком Шаблон
11. Ивановский облисполком Шаблон
12. Иркутский облисполком Шаблон
13. Калининградский облисполком Шаблон
14. Калужский облисполком Шаблон
15. Камчатский облисполком Шаблон
16. Кемеровский облисполком Шаблон
17. Кировский облисполком Шаблон
18. Костромской облисполком Шаблон
19. Куйбышевский облисполком Шаблон
20. Курганский облисполком Шаблон
21. Курский облисполком Шаблон
22. Ленинградский облисполком Шаблон
23. Липецкий облисполком Шаблон
24. Магаданский облисполком Шаблон
25. Московский облисполком Шаблон
26. Мурманский облисполком Шаблон
27. Новгородский облисполком Шаблон
28. Новосибирский облисполком Шаблон
29. Омский облисполком Шаблон
30. Оренбургский облисполком Шаблон
31. Орловский облисполком Шаблон
32. Пензенский облисполком Шаблон
33. Пермский облисполком Шаблон
34. Псковский облисполком Шаблон
35. Ростовский облисполком Шаблон
36. Рязанский облисполком Шаблон
37. Саратовский облисполком Шаблон
38. Сахалинский облисполком Шаблон
39. Свердловский облисполком Шаблон
40. Смоленский облисполком Шаблон
41. Тамбовский облисполком Шаблон
42. Тверской облисполком Шаблон
43. Томский облисполком Шаблон
44. Тульский облисполком Шаблон
45. Тюменский облисполком Шаблон
46. Ульяновский облисполком Шаблон
47. Челябинский облисполком Шаблон
48. Читинский облисполком Шаблон
49. Ярославский облисполком Шаблон

#### Края
1. Алтайский крайисполком Шаблон
2. Краснодарский крайисполком Шаблон
3. Красноярский крайисполком Шаблон
4. Приморский крайисполком Шаблон
5. Ставропольский крайисполком Шаблон
6. Хабаровский крайисполком Шаблон

#### Автономные области
1. Адыгейский облисполком Шаблон
2. Горно-Алтайский облисполком Шаблон
3. Еврейский облисполком Шаблон
4. Карачаево-Черкесский облисполком Шаблон
5. Хакасский облисполком Шаблон

#### Автономные округа
1. Агин-Бурятский окрисполком Шаблон
2. Корякский окрисполком Шаблон
3. Коми-пермяцкий окрисполком Шаблон
4. Ненецкий окрисполком Шаблон
5. Таймырский окрисполком Шаблон
6. Усть-ордынский бурятский окрисполком Шаблон
7. Чукотский окрисполком Шаблон
8. Ханты-Мансийский окрисполком Шаблон
9. Эвенкийский окрисполком Шаблон
10. Ямало-ненецкий окрисполком Шаблон

### АзССР
1. Нагорно-Карабахский облисполком Шаблон

### БССР
1. Брестский областной исполнительный комитет Шаблон
2. Витебский областной исполнительный комитет Шаблон
3. Гомельский областной исполнительный комитет Шаблон
4. Гродненский областной исполнительный комитет Шаблон
5. Минский областной исполнительный комитет Шаблон
6. Могилёвский областной исполнительный комитет Шаблон
7. Минский городской исполнительный комитет

### ГрузССР
1. Юго-Осетинский облисполком Шаблон

### КазССР
1. Актюбинский облисполком Шаблон
2. Алма-Атинский облисполком Шаблон
3. Восточно-Казахстанский облисполком Шаблон
4. Гурьевский облисполком Шаблон
5. Джамбулский облисполком Шаблон
6. Джезказганский облисполком Шаблон
7. Карагандинский облисполком Шаблон
8. Кзыл-Ординский облисполком Шаблон
9. Кокчетавский облисполком Шаблон
10. Кустанайский облисполком Шаблон
11. Мангистауский облисполком Шаблон
12. Павлодарский облисполком Шаблон
13. Северо-Казахстанский облисполком Шаблон
14. Семипалатинский облисполком Шаблон
15. Талды-Курганский облисполком Шаблон
16. Тургайский облисполком Шаблон
17. Уральский облисполком Шаблон
18. Целиноградский облисполком Шаблон
19. Чимкентский облисполком Шаблон

### КирССР
1. Джалал-Абадский облисполком Шаблон
2. Иссык-Кульский облисполком Шаблон
3. Нарынский облисполком Шаблон
4. Ошский облисполком Шаблон
5. Таласский облисполком Шаблон
6. Чуйский облисполком Шаблон

### ТаССР
1. Горно-Бадахшанский облисполком Шаблон
2. Ленинабадский облисполком Шаблон
3. Хатлонский облисполком Шаблон Мирзоев Акбар

### ТурССР
1. Балканский облисполком Шаблон
2. Марыйский облисполком Шаблон
3. Ташаузский облисполком Шаблон
4. Чарджоуский облисполком Шаблон

### УзССР
1. Андижанский облисполком Шаблон
2. Бухарский облисполком Шаблон
3. Джизакский облисполком Шаблон
4. Кашкадарьинский облисполком Шаблон
5. Наманганский облисполком Шаблон
6. Самаркандский облисполком Шаблон
7. Сурхандарьинский облисполком Шаблон
8. Сырдарьинский облисполком Шаблон
9. Ташкентский облисполком Шаблон
10. Ферганский облисполком Шаблон
11. Хорезмский облисполком Шаблон

### УССР
1. Винницкий облисполком Шаблон
2. Волынский облисполком Шаблон
3. Днепропетровский облисполком Шаблон
4. Донецкий облисполком Шаблон
5. Житомирский облисполком Шаблон
6. Закарпатский облисполком Шаблон
7. Запорожский облисполком Шаблон
8. Ивано-Франковский облисполком Шаблон
9. Киевский облисполком Шаблон
10. Кировоградский облисполком Шаблон
11. Крымский облисполком Шаблон
12. Луганский облисполком Шаблон
13. Львовский облисполком Шаблон
14. Николаевский облисполком Шаблон
15. Одесский облисполком Шаблон
16. Полтавский облисполком Шаблон
17. Ровенский облисполком Шаблон
18. Сумской облисполком Шаблон
19. Тернопольский облисполком Шаблон
20. Харьковский облисполком Шаблон
21. Херсонский облисполком Шаблон
22. Хмельницкий облисполком Шаблон
23. Черкасский облисполком Шаблон
24. Черниговский облисполком Шаблон
25. Черновицкий облисполком Шаблон

### Упразднённые
1. Кулябский облисполком Шаблон
2. Курган-Тюбинский облисполком Шаблон
3. Великолукский облисполком Шаблон
4. Грозненский облисполком Шаблон
5. Нижнеамурский облисполком Шаблон
6. Уссурийский облисполком Шаблон